# محمد الحسيني المكي

تُظهر هذه الخريطة الرحلة التي قام بها السيد محمد المكي من مسقط رأسه إلى مثواه الأخير

السيد محمد بن شجاع الدين الحسيني المكي (المعروف أيضًا باسم السيد محمود شاه المكي) كان سلف السادة البكورية (بالأردية: بهاكري سادات)، الذي أسس مدينة بكر في السند.

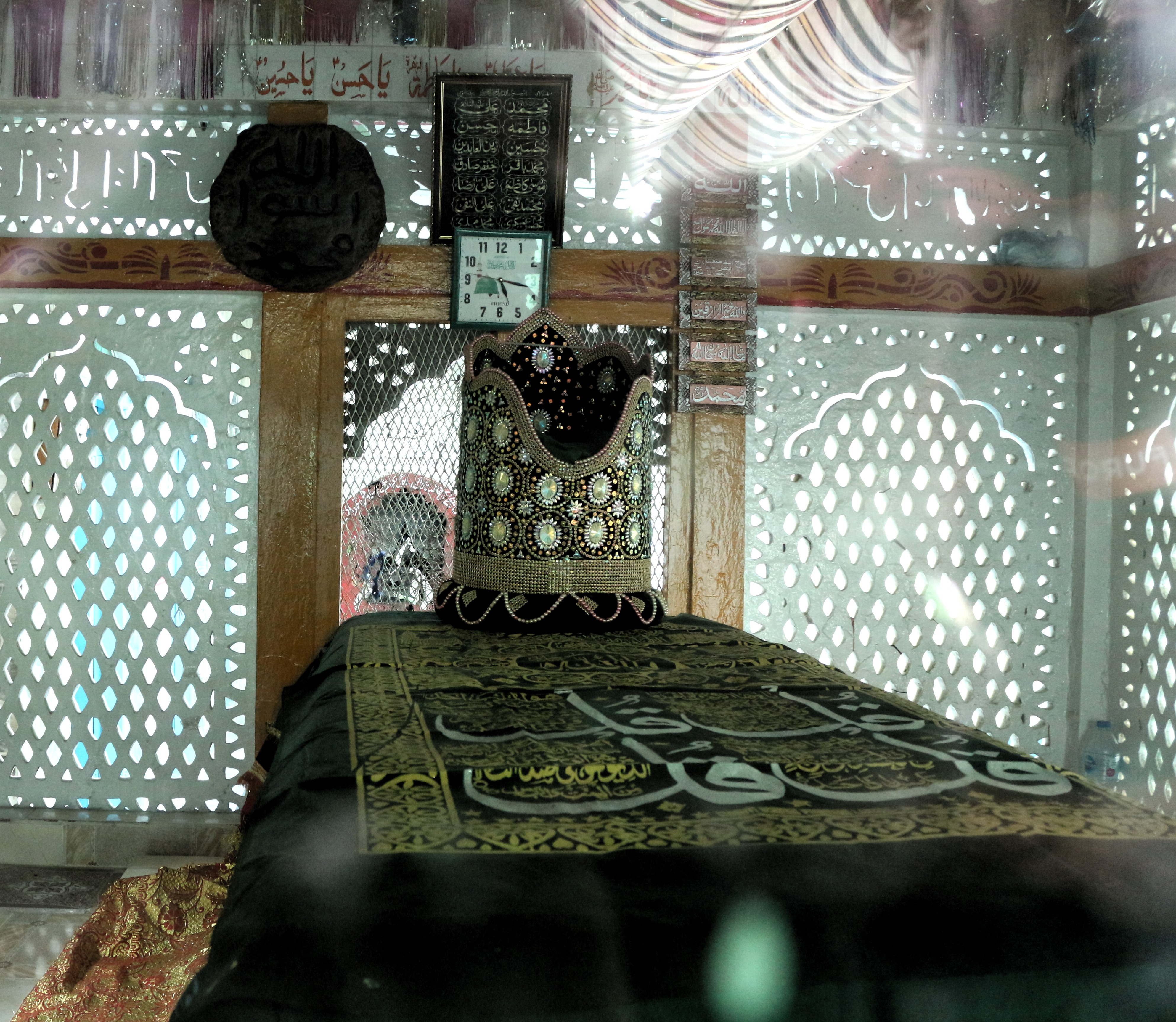
منظر داخلي لضريح محمد المكي

## الميلاد والنشأة
والد السيد هو أبو أحمد محمد شجاع الذي تزوج ابنة أبي حفص عمر السهروردي في بغداد. وُلِد السيد محمد في عام 1145 (السنة الهجرية 540 هـ) للزوجين. ولكن بعض العلماء نفى زواج السيد محمد شجاع من ابنة السهروردي وذكروا أن السيد محمد المكي نفسه هو الذي تزوج ابنة السهروردي.
قرر السيد محمد مغادرة اليمن إلى السند، قائلًا إنه رأى جده النبي الأكرم محمد في رؤيا بالمنام يأمره بالمغادرة إلى السند.

## في السند
ويذكر في مصادر كثيرة أن السيد محمد المكي وصل إلى بكور عند الفجر.
وقد سعد بهذا المكان الهادئ ومنظر شروق الشمس الجميل، فصرخ بفرح وابتهاج: «جعل الله بكرتي في البقعة المباركة». كما أطلق السيد محمد على هذا المكان اسم "بكور" نسبة إلى اسمه السابق "فرشته". عندما سأله السكان المحليون المرحبون عن المكان الذي يريد أن يعيش فيه، أخبرهم أنه يريد أن يعيش حيث يمكن سماع أجراس الأبقار ورؤية شروق الشمس. حصل السيد محمد المكي على منحة أرض في روهري [الإنجليزية] بشرط منصوص عليه في الصك وهو أن يزرع الأرض في مقابل الإعفاء عن الواجبات العسكرية المفروضة على جميع مالكي الأراضي الممنوحة. وبسبب الطبيعة الحربية لهذه القبيلة، فقد أوكلت إليهم السلطات مهمة منع اللصوص وقطاع الطرق من السرقة والنهب. كان السيد محمد المكي شيخًا مشهورًا، وقد أدت دعوته إلى جلب الكثير من الناس إلى الإسلام. أنشأ مركزًا للتعليم الروحي في السند وظل الشخصية الدينية في السند حتى أوائل القرن الثالث عشر.

## الوفاة
توفي محمد المكي سنة 1246م و 644هـ عن عمر يناهز 101 سنة. دفن في حصن أراك بين سكهر وبكور ويقع ضريحه بالقرب من مكتب نائب المفوض سكهر. (موقع مرقد محمد المكي في سكهر)

## الأحفاد

### مخدوم محمد بدر الدين بهاكري
من نسله السيد محمد مهدي الذي ولد من ابنة علاء الدين الخلجي والسيد سعد الله وواريس شاه مؤلف قصة هير رانجها الرومانسية الشهيرة.

### السيد صدر الدين الخطيب
ولد الولي السيد صدر الدين ابن السيد محمد شاه المكي سنة 1204م في بكور. انتشر تأثيره في جميع أنحاء شبه القارة الهندية وكان معروفًا بروحانيته. أمضى معظم حياته في السفر وطلب المعرفة من أجزاء أخرى من العالم. توفي سنة 1270 ودفن في جزيرة بكور.
كان لابن السيد صدر الدين علي بدر الدين العديد من الأبناء بما في ذلك السيد مرتضى المعروف أيضًا باسم شعبان الملة [الإنجليزية]، الذي يوجد أحفاده في الغالب في الله أباد في الهند. ومن نسل السيد علي بدر الدين يأتي مؤلف منبع الأنساب [الإنجليزية] والسيد معين الحق والعديد من الشخصيات التاريخية الشهيرة. أبناء السيد علي بدر الدين الآخرون هم سيد دولت أحمد، سيد نظام الدين، سيد ركن الدين، وسيد محي الدين.